# Sinosol
Sinosol war ein in Stuttgart ansässiges deutsch-chinesisches Unternehmen der Solarbranche.

## Tätigkeitsgebiet
Sinosol war ein Photovoltaiksystemgroßhändler mit Niederlassungen in Deutschland, Italien und China. Die Firma projektierte, installierte, betrieb und wartete Photovoltaikanlagen. Die Sinosol AG Inhaber-Aktien O.N. notierten im Jahre 2012 mit dem Zusatz n. a.
Im dreiköpfigen Aufsichtsrat des Unternehmens saßen 2011 Kurt Ochner als Vorsitzender des Aufsichtsrates, Ulrich Hemel als stellvertretender Vorsitzender des Aufsichtsrates und Rongzhang Li.
Auf der Hauptversammlung der Sinosol AG am 29. September 2014 wurde beschlossen, das Unternehmen 2015 zu liquidieren.

## Referenzen
- 7,5 MWp Solarpark „Nordendorf“ bei Augsburg, Deutschland, 16 ha Fläche
- 3,3 MWp Solarpark „Breitenau“, Gemeinde Obernzenn, Deutschland, 7 ha Fläche
- 15 MWp Solarpark „Almería“, Spanien, 30 ha Fläche
- Off-Grid System, Straßenbeleuchtung in Peking
- Off-Grid System, Segelboot Mini Trans 650, 1 Modul 95 Wp zum Betrieb der Selbststeueranlage
- Off-Grid System Leuchtturm Roter Sand, autarke Versorgung mit 360 Wp; Standort: Nordsee